# Orlje
Orlje (em cirílico: Орље) é uma vila da Sérvia localizada no município de Tutin, pertencente ao distrito de Ráscia, na região de Ráscia, Stari Vlah e Sanjaco. A sua população era de 128 habitantes segundo o censo de 2011.

## Demografia
| 1948 | 1953 | 1961 | 1971 | 1981 | 1991 | 2002 | 2011 |
| ---- | ---- | ---- | ---- | ---- | ---- | ---- | ---- |
| 375  | 435  | 421  | 433  | 473  | 420  | 255  | 128  |